# Haikamaajärvi
Haikamaajärvi är en sjö i Kiruna kommun i Lappland och ingår i Torneälvens huvudavrinningsområde. Sjön har en area på 0,183 kvadratkilometer och ligger 287,3 meter över havet.

## Delavrinningsområde
Haikamaajärvi ingår i det delavrinningsområde (759009-180100) som SMHI kallar för Mynnar i Muonioälvens vattendragsyta. Medelhöjden är 309 meter över havet och ytan är 31,82 kvadratkilometer. Det finns inga avrinningsområden uppströms utan avrinningsområdet är högsta punkten. Pingisjoki som avvattnar avrinningsområdet har biflödesordning 3, vilket innebär att vattnet flödar genom totalt 3 vattendrag innan det når havet efter 372 kilometer. Avrinningsområdet består mestadels av skog (65 procent) och sankmarker (33 procent). Avrinningsområdet har 0,55 kvadratkilometer vattenytor vilket ger det en sjöprocent på 1,7 procent.